# Gymnopleurus mopsus
Espèce
Gymnopleurus mopsus est une espèce de coléoptères scarabéidés présente dans les régions paléarctiques (France, Italie, Hongrie, Slovaquie, Maroc, Algérie, Tunisie, Libye, Égypte, Bulgarie, Macédoine, Yougoslavie, sud de la Russie, Caucase, Asie mineure, Palestine, Transcaspie, Mongolie),,.
Elle est qualifiée de vulnérable dans le Libro Rojo de los Invertebrados de Andalucía (pp. 918-923)]

## Liste des sous-espèces
- Gymnopleurus mopsus subsp. persianus Reitter, 1909
- Gymnopleurus mopsus subsp. sinensis Balthasar, 1934